# Rozsdás szemcsésgomba
A rozsdás szemcsésgomba (Cystodermella granulosa) a csiperkefélék családjába tartozó, Eurázsiában és Észak-Amerikában honos, inkább fenyvesekben élő, nem ehető gombafaj. 

## Megjelenése
A rozsdás szemcsésgomba kalapja 2-5 cm széles, alakja eleinte domború, majd széles domborúan vagy laposan kiterül. Széle fiatalon begöngyölt, fehér burokmaradványok lehetnek rajta. Felszíne száraz, kezdetben sűrűn borítják az apró szemcsék-szemölcsök, később a kalap kiterülésével ezek kevésbé feltűnőek. Színe sárgásbarna, fahéjbarna, téglavörös, néha narancsbarna; idősen vagy napos helyen kifakulhat.
Húsa vékony, fehéres vagy halványbarna, sérülésre színe nem változik. Szaga és íze nem jellegzetes. 
Sűrű lemezei tönkhöz nőttek. Színük fehéres vagy sárgás, krémszínű. 
Tönkje 2-6 cm magas és max. 1 cm vastag. Alakja egyenletesen hengeres, töve kissé vastagodhat. Felszíne száraz, a csúcsnál sima, a nem mindig észrevehető gallérzóna alatt pikkelyek és szemcsék borítják. Színe a kalapéhez hasonló. 
Spórapora fehér. Spórája elliptikus, sima, inamiloid, mérete 3,5-5 x 2-3 µm. 

### Hasonló fajok
A cinóbervörös szemcsésgomba, a csalóka szemcsésgomba, a borvörös szemcsésgomba, a sárga szemcsésgomba vagy a rozsdasárga szemcsésgomba hasonlíthat hozzá. 

## Elterjedése és termőhelye
Eurázsiában és Észak-Amerikában honos. 
Fenyvesekben, ritkán lomberdőkben található meg az avaron, moha között, inkább savanyú, tápanyagszegény talajon. Júliustól novemberig terem. 
Nem mérgező, de nem ízletes és nem ehető, mérgező fajokkal könnyű összetéveszteni.    

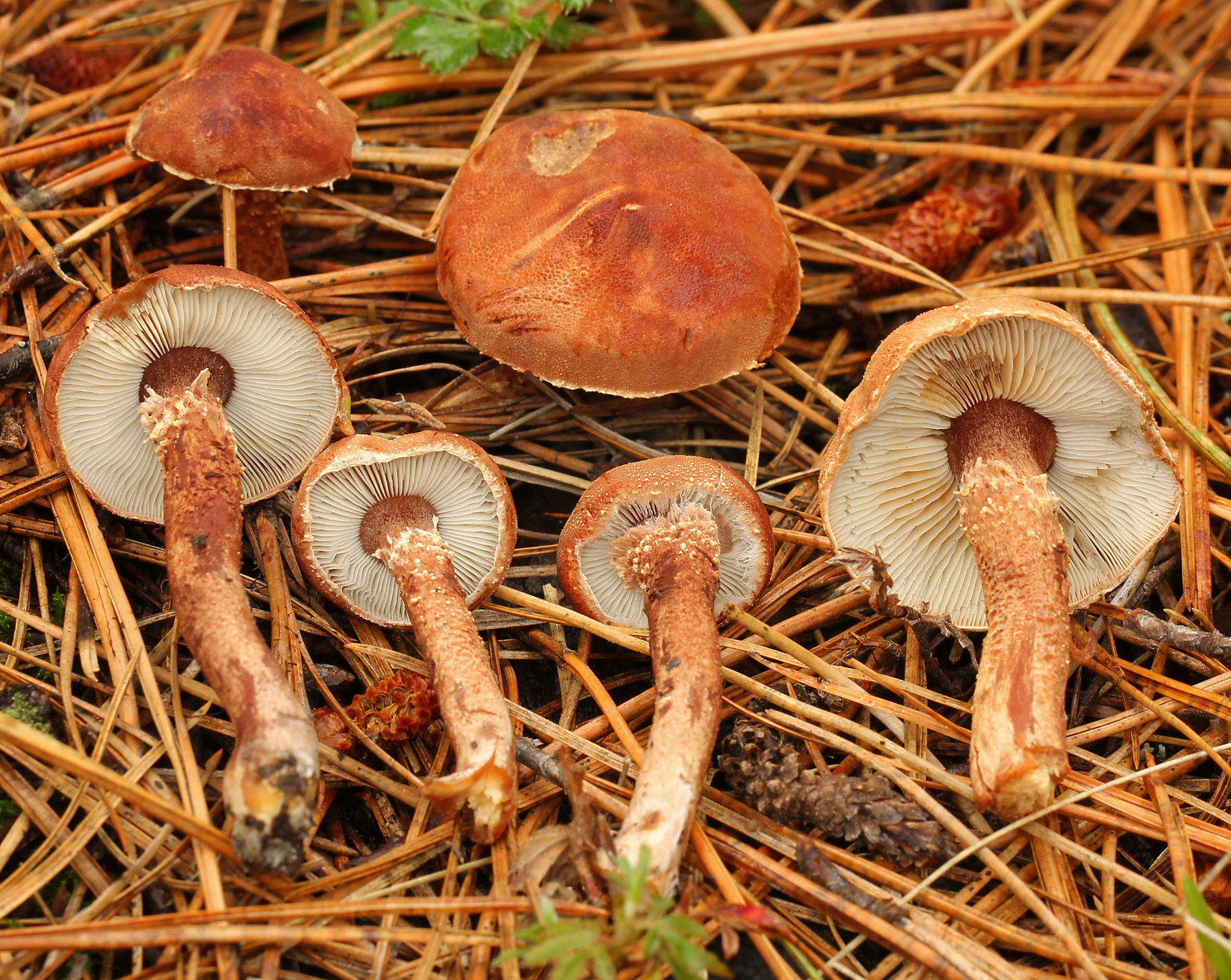
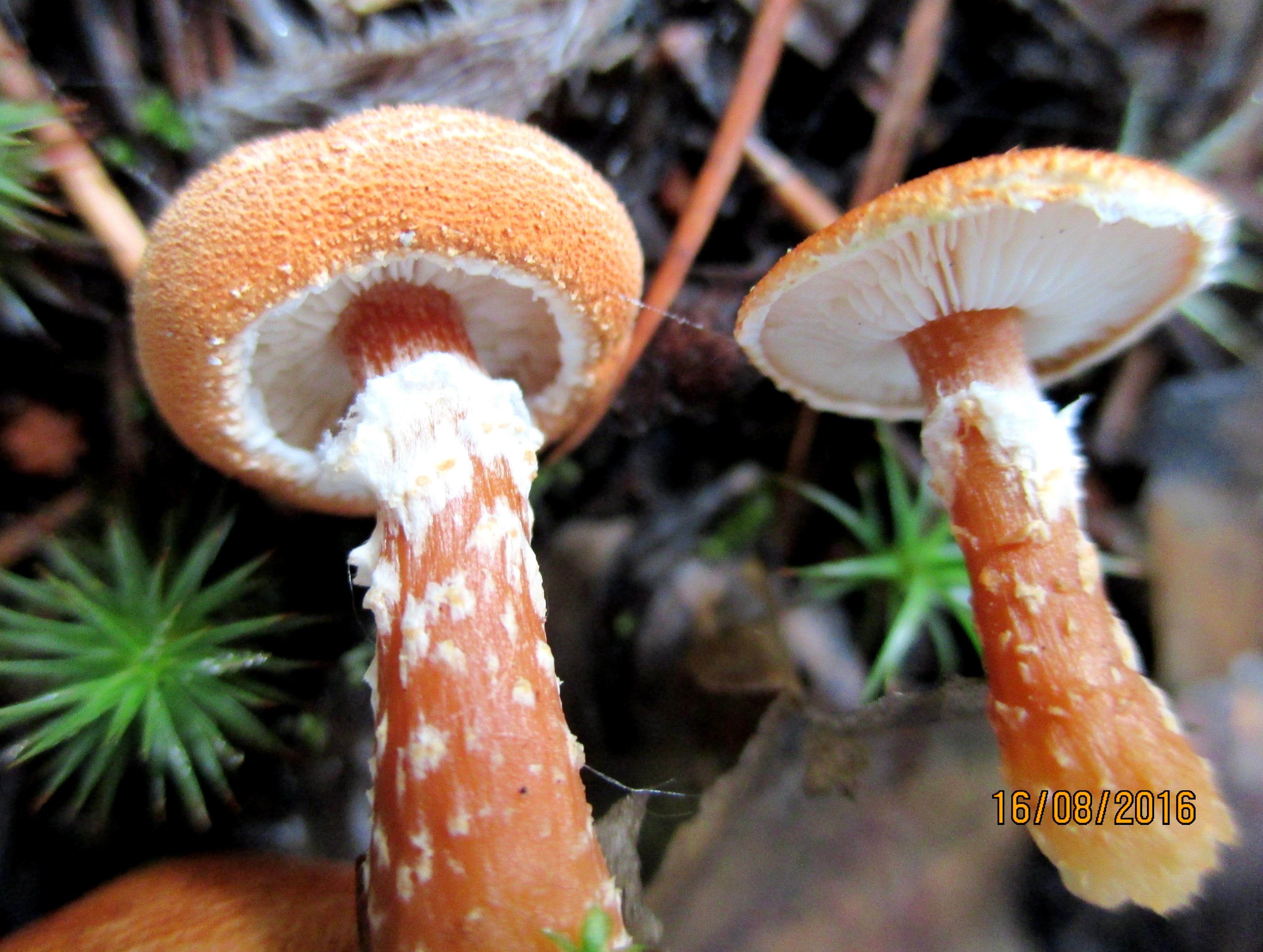
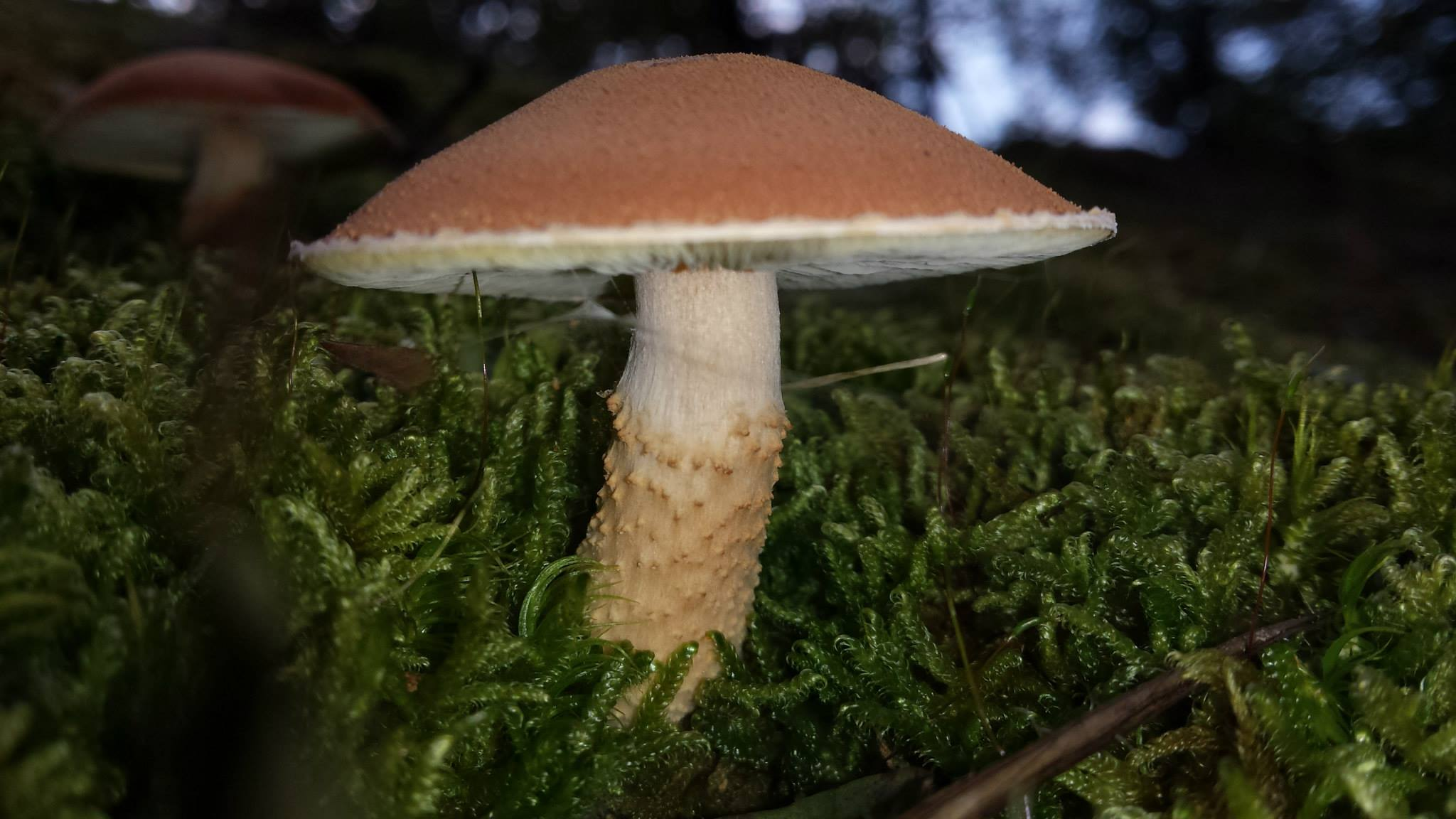
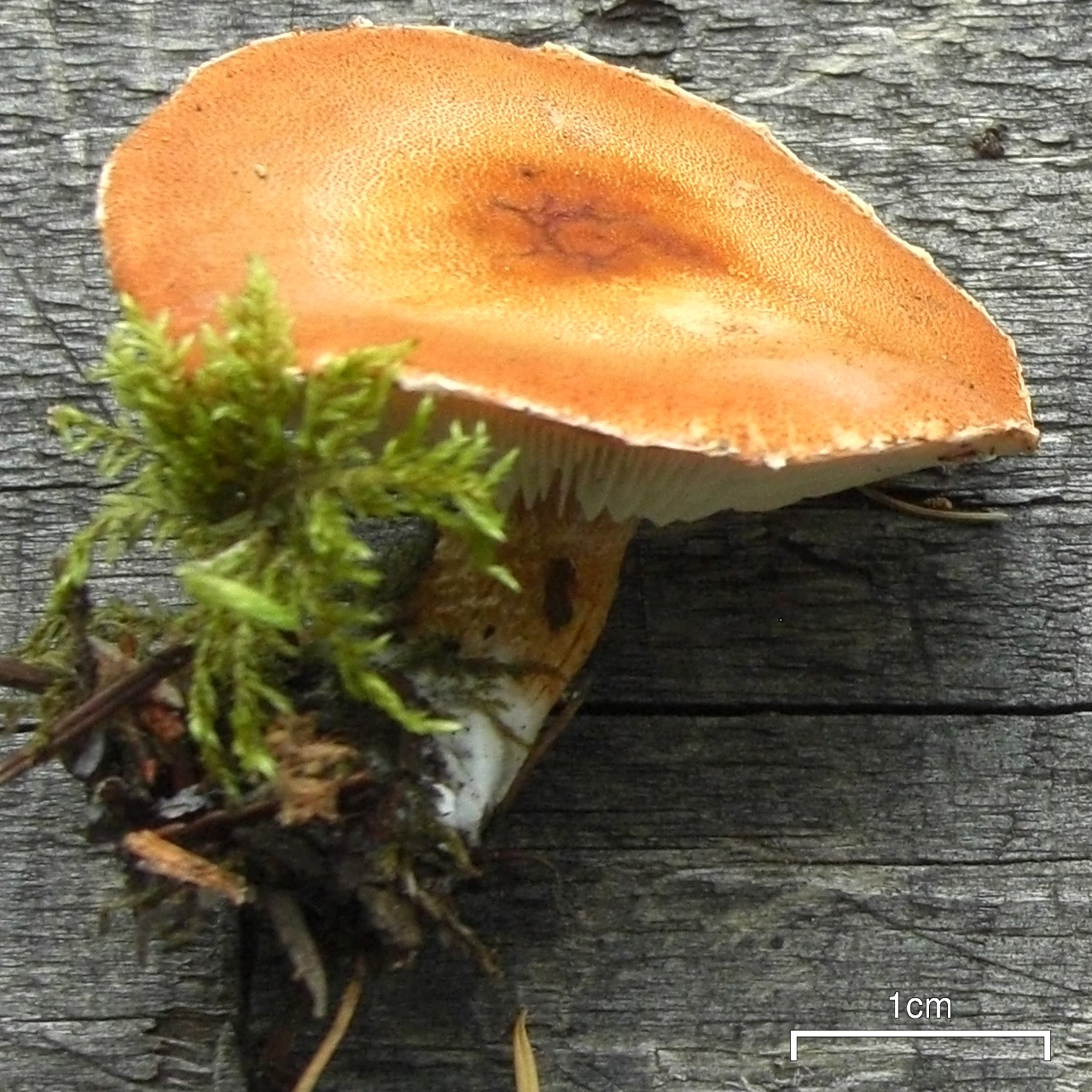
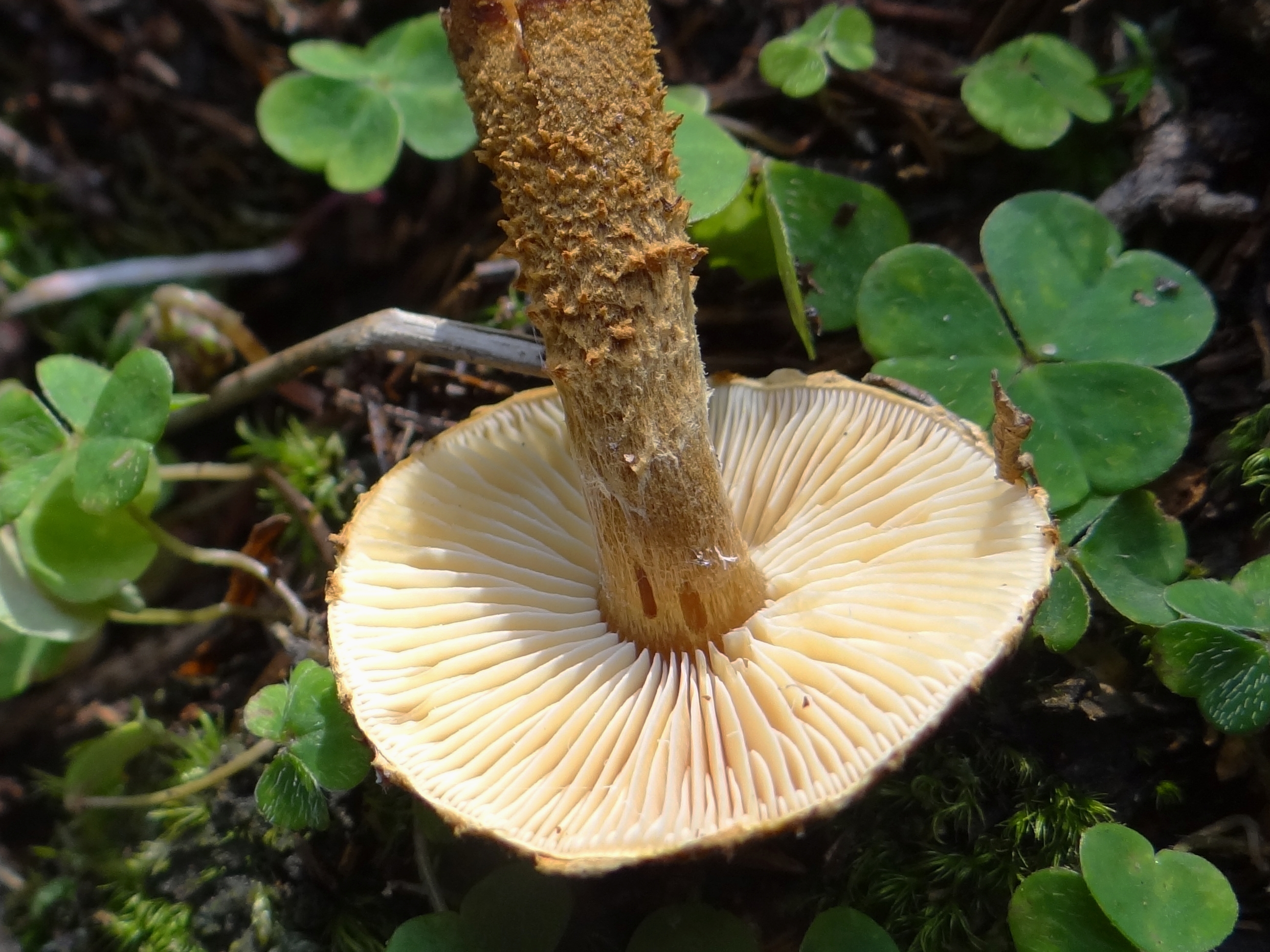